# 5529 Перрі
5529 Перрі (5529 Perry) — астероїд головного поясу, відкритий 24 вересня 1960 року.
Тіссеранів параметр щодо Юпітера — 3,587.